# Cerathosia
Cerathosia là một chi bướm đêm thuộc họ Noctuidae.

## Các loài
- Cerathosia opistochra Dyar, 1916
- Cerathosia tricolor Smith, 1887